# Politikåret 1818

## Händelser
- 3 december - Illinois blir delstat i USA.[1]

### Fotnoter
1. ↑  ”Illinois” (på engelska). World Statesmen. http://www.worldstatesmen.org/US_states_F-K.html#Illinois. Läst 30 juli 2015.